# Molkom
Molkom (uttalas målk-åm) är en tätort i Nyeds distrikt i Karlstads kommun, belägen mellan Karlstad och Filipstad i Värmlands län.
I Molkom ligger Ed som var kyrkbyn i Nyeds socken.

## Historia
Ortnamnet Molkom nämns första gången år 1503 och skrevs då Molchen och Molchom. Det avsåg då en gård, som sedermera fick ge namn åt den i närheten anlagda järnvägsstationen. Namnet kan vara bildat till det fornsvenska ordet muld eller mold med betydelsen ’mull’.
På 1800-talet var Molkom ett av Värmlands största bruk, och fortfarande finns många industriföretag - speciellt inom stålbranschen.
Bergslagsbanan Kil–Daglösen–Ställdalen går genom Molkom. Järnvägen började trafikeras 1 mars 1876 och det var järnvägen som gjorde att samhället Molkom växte.
Molkom var från 1734 till 1970 tingsplats i Nyeds härad.
Molkom är beläget i Nyeds socken och ingick efter kommunreformen 1862 i Nyeds landskommun. I denna inrättades för orten 22 februari 1946 Molkoms municipalsamhälle som upplöstes 31 december 1958. Orten ingår sedan 1971 i Karlstads kommun.

### Befolkningsutveckling

Linjesträckning för busstrafiken genom Molkom

| Befolkningsutvecklingen i Molkom 1960–2020 | Befolkningsutvecklingen i Molkom 1960–2020 | Befolkningsutvecklingen i Molkom 1960–2020 | Befolkningsutvecklingen i Molkom 1960–2020 | Befolkningsutvecklingen i Molkom 1960–2020 |
| ------------------------------------------ | ------------------------------------------ | ------------------------------------------ | ------------------------------------------ | ------------------------------------------ |
|                                            |                                            |                                            |                                            |                                            |
| År                                         |                                            |                                            | Folkmängd                                  | Areal (ha)                                 |
| 1960                                       | 1960                                       |                                            | 1 119                                      |                                            |
| 1965                                       | 1965                                       |                                            | 1 258                                      |                                            |
| 1970                                       | 1970                                       |                                            | 1 490                                      |                                            |
| 1975                                       | 1975                                       |                                            | 1 887                                      |                                            |
| 1980                                       | 1980                                       |                                            | 2 070                                      |                                            |
| 1990                                       | 1990                                       |                                            | 1 984                                      | 241                                        |
| 1995                                       | 1995                                       |                                            | 1 920                                      | 241                                        |
| 2000                                       | 2000                                       |                                            | 1 905                                      | 244                                        |
| 2005                                       | 2005                                       |                                            | 1 883                                      | 244                                        |
| 2010                                       | 2010                                       |                                            | 1 863                                      | 243                                        |
| 2015                                       | 2015                                       |                                            | 1 896                                      | 250                                        |
| 2020                                       | 2020                                       |                                            | 1 908                                      | 276                                        |
|                                            |                                            |                                            |                                            |                                            |

## Kommunikationer
Bergslagsbanan Kil–Daglösen–Ställdalen går genom Molkom.
Tre olika busslinjer trafikerar Molkom. Linje 400 går Karlstad - Filipstad, linje 401 går Karlstad - Molkom och linje 300 går Karlstad - Hagfors. Busstrafiken sköts av Värmlandstrafik.
I Molkom korsas Riksväg 63 och Länsväg 240. Riksväg 63, benämnd 63:an, går till söderut till Karlstad och norrut till Ludvika, via Filipstad. Länsväg 240, benämnd två-fyrtio, går söderut till Väse och norrut till Hagfors.

## Utbildning
Mellan 1939 och 1966 fanns det möjlighet att avlägga realexamen vid Molkoms samrealskola. Efter detta användes skolbyggnaden för Graningeskolan fram till 2006.
På hösten 2006 invigdes Nyeds skola, som innehåller förskoleklass till årskurs 9. Tidigare kallades Nyeds skola för Åsvallaskolan.
Molkoms folkhögskola ligger här.

## Näringsliv

### Bankväsende
Filipstads bank etablerade ett kontor i Molkom i juni 1903. Denna bank uppgick 1913 i Sydsvenska kreditaktiebolaget. År 1911 öppnade Värmlands enskilda bank ett kontor i Molkom. År 1925 ombildades Sydsvenska kredit till Sydsvenska banken och tog samtidigt över Wermlandsbankens kontor i Molkom. Sydsvenska banken blev senare Skånska banken som år 1935 överlät kontoret i Molkom till Wermlandsbanken. Wermlandsbanken fanns därefter kvar i Molkom i flera decennier. Även Länssparbanken Värmland hade ett kontor i Molkom.
År 2007 lade Swedbank ner sitt kontor och Molkom stod utan bankkontor.

### Festivalturism
Sedan 1996 har en kursgården Ängsbacka gjort att personer från hela välden besökt Molkom för att gå på festivaler inom meditation, tantra, yoga och andra aktiviteter som ibland går under samlingsnamnet New Age.

## Molkom på film
Ulf Malmros film Den bästa sommaren utspelar sig i Molkom; detta gäller även hans film Bröllopsfotografen. Dock är inget inspelat i Molkom.
Three miles north of Molkom är en film om en årlig new age-festival i vid kursgården Ängsbacka.

## Offentlig konst

### Fröken onödig

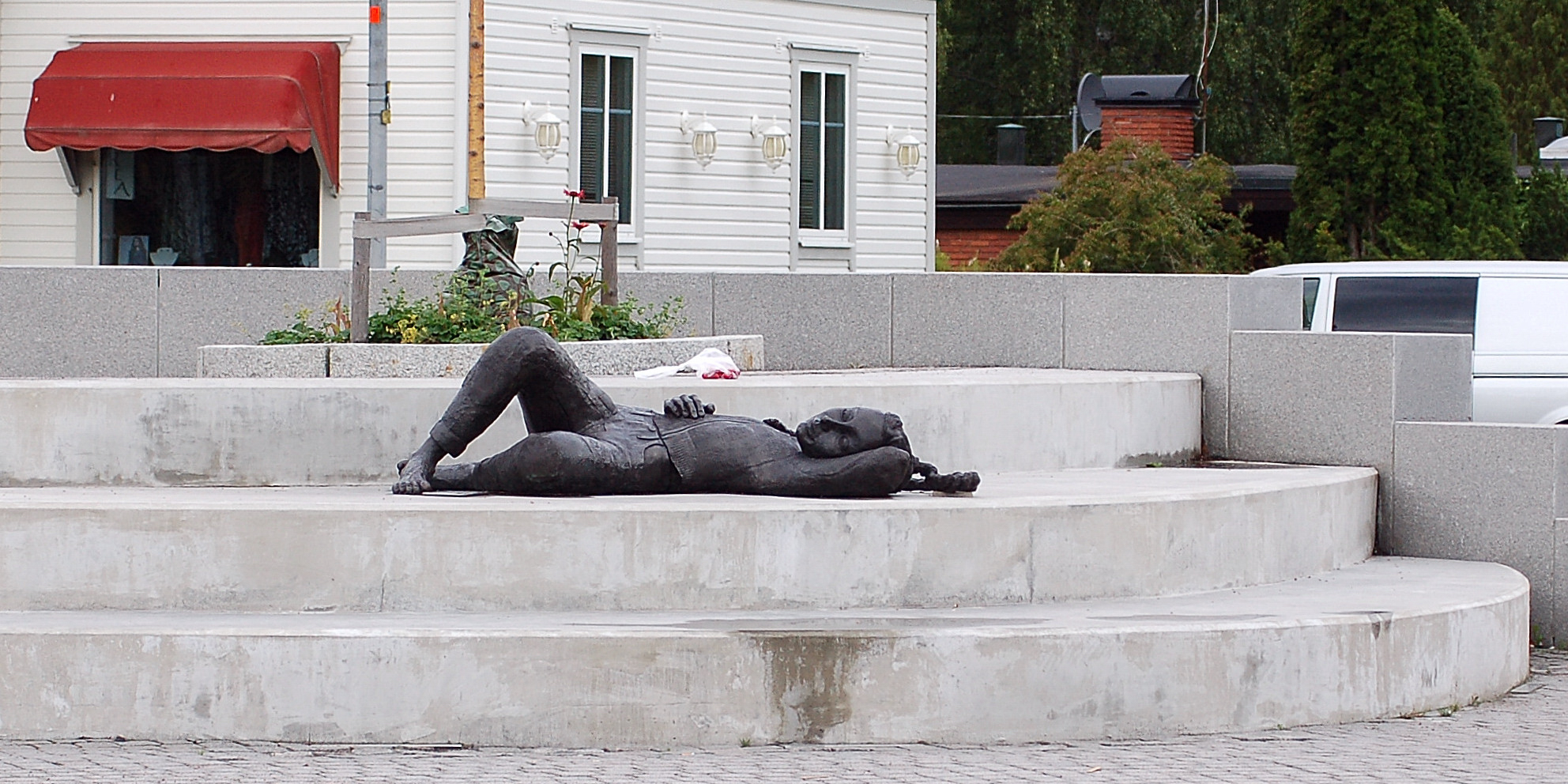
Fröken onödig.

Vid tillkomsten av det centralt belägna torget, Nyedstorget, i Molkom 2014 gjordes en triptyk bestående av en bronsstaty, Fröken onödig, som finns på torget, en bok, (Om) det onödigas nödvändighet, och en blogg "MOLKOM | här ligger jag och duger". Verket gjordes genom att boende i Molkom deltog i en process tillsammans med konstnären Astrid Göransson på temat onödig.

## Kända personer med anknytning till Molkom
- Ulf Malmros, regissör
- Ann-Louise Skoglund, häcklöpare
- David Shutrick, popartist
- Magnus Rongedal, musiker
- Henrik Rongedal, musiker
- Christer Lindén, musiker
- Stefan Olsson, f.d. kapten för svenska friidrottslandslaget
- Maud Lindström, musiker, poet, krönikör
- Jan-Erik Vaara, förbundskapten, svenska herrinnebandylaget
- Per-Erik Johnsson, ishockeytränare
- Erik Axel Karlfeldt, författare
- Elin Reinestrand, innebandyspelare

## Bilder

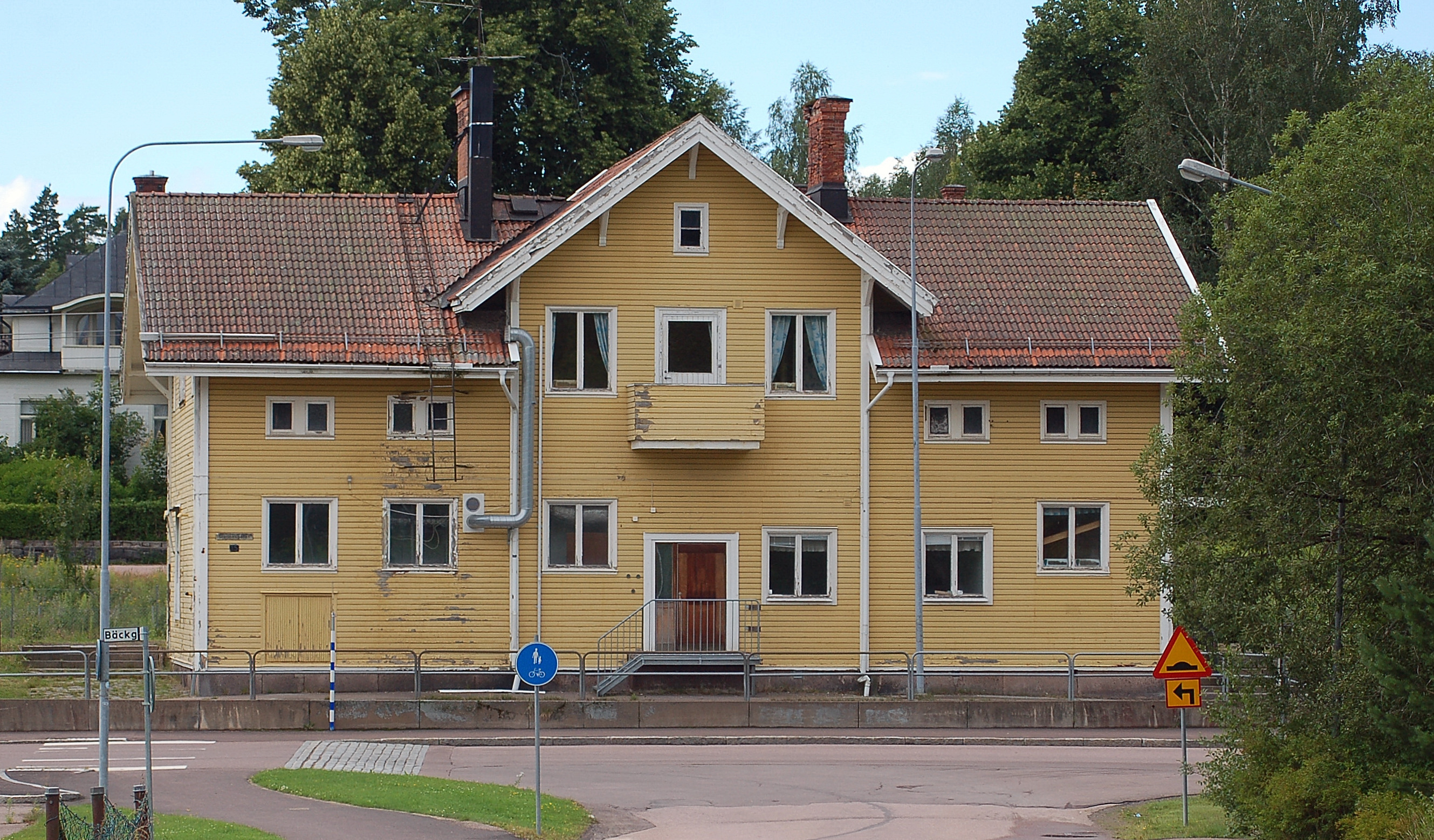
Molkoms station
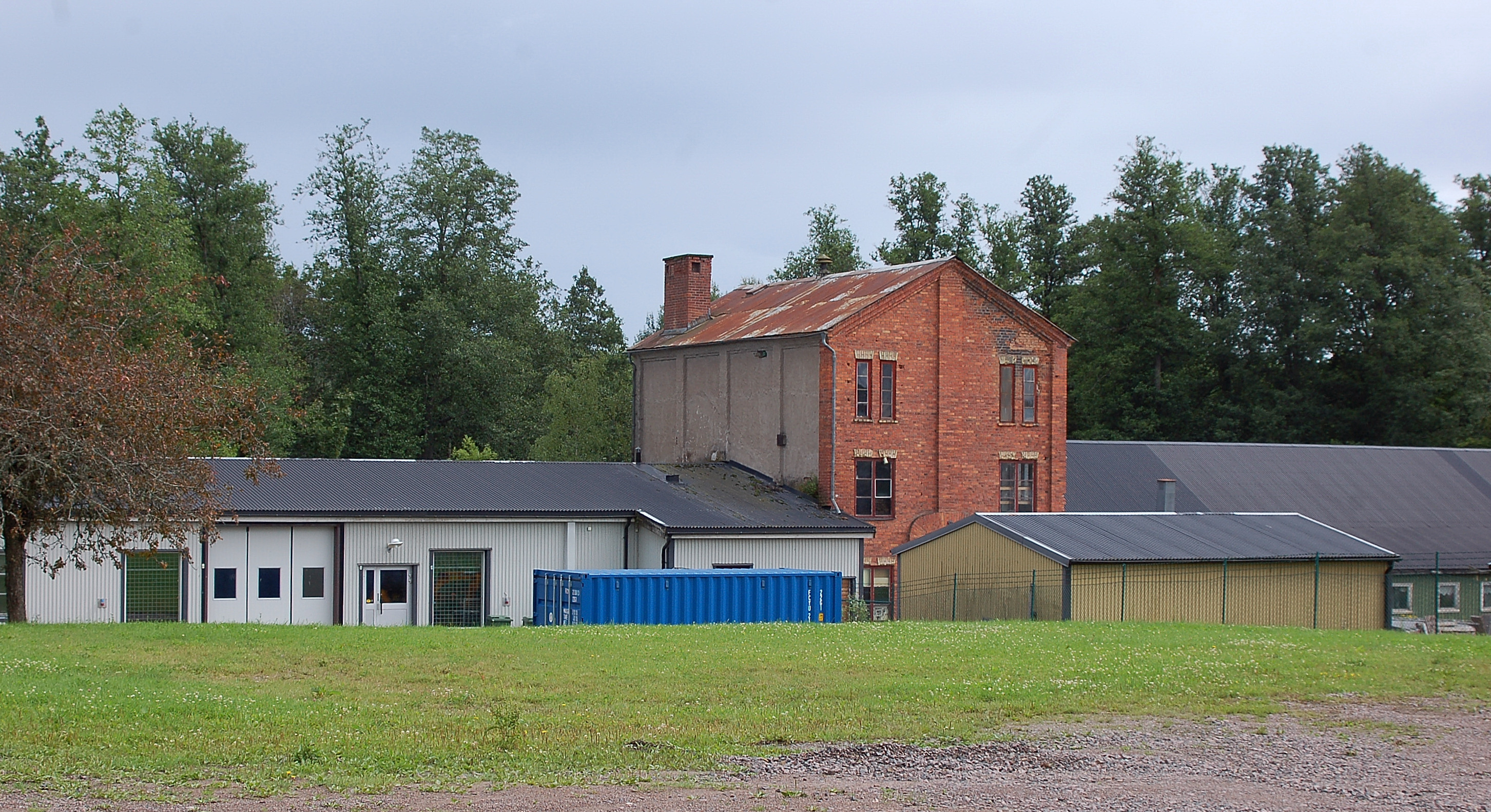
Molkoms bruk
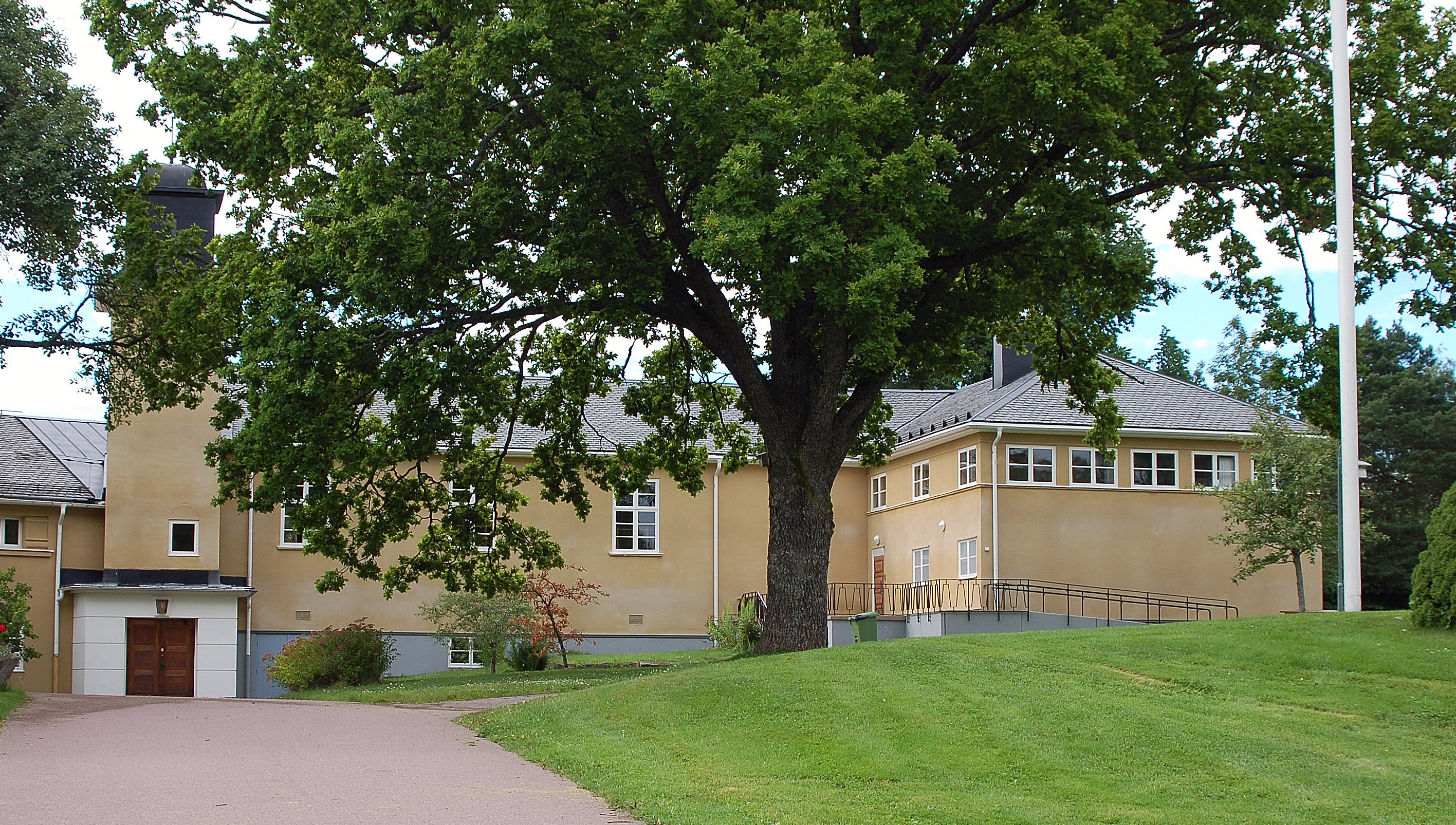
Molkoms folkhögskola
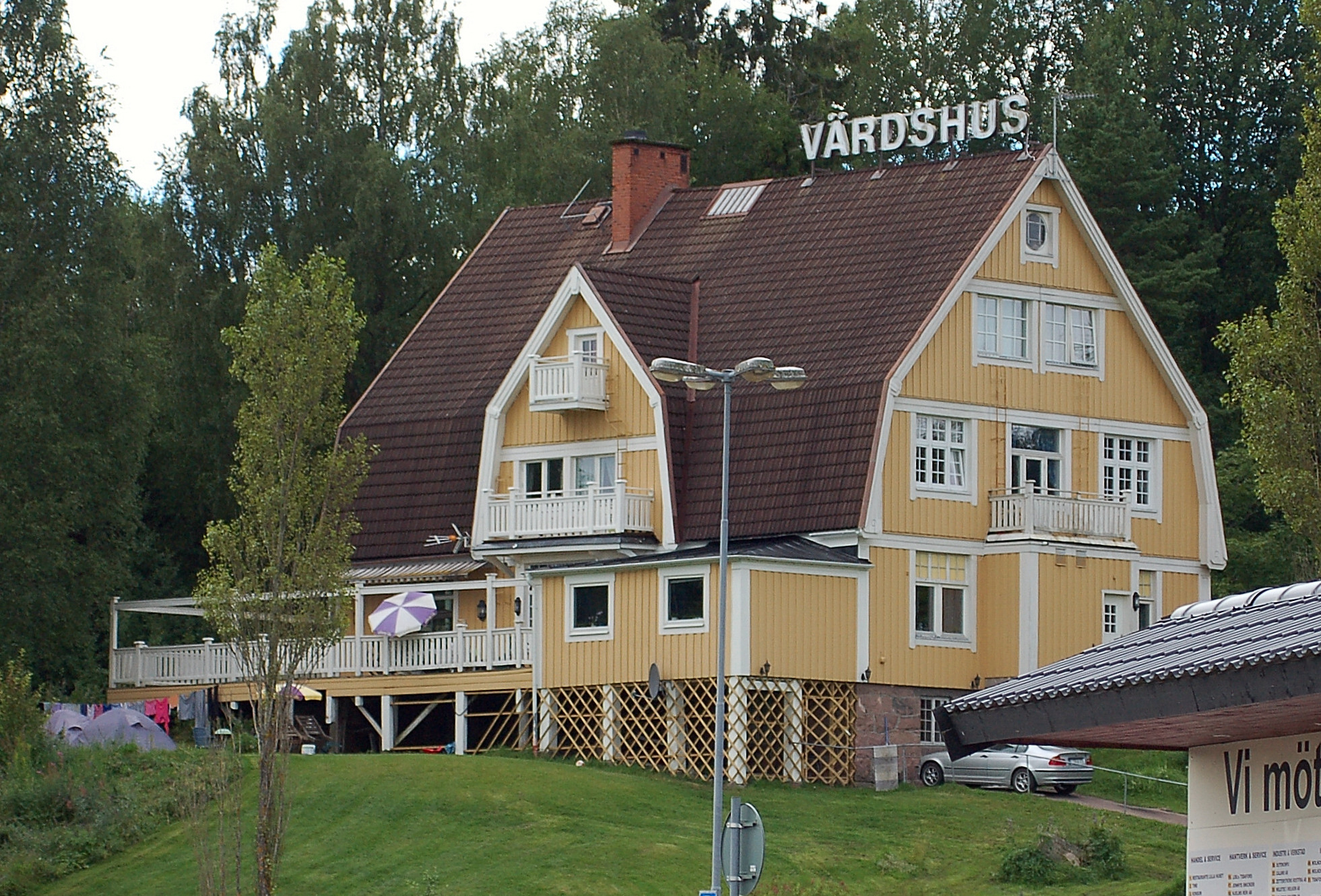
Graninge värdshus
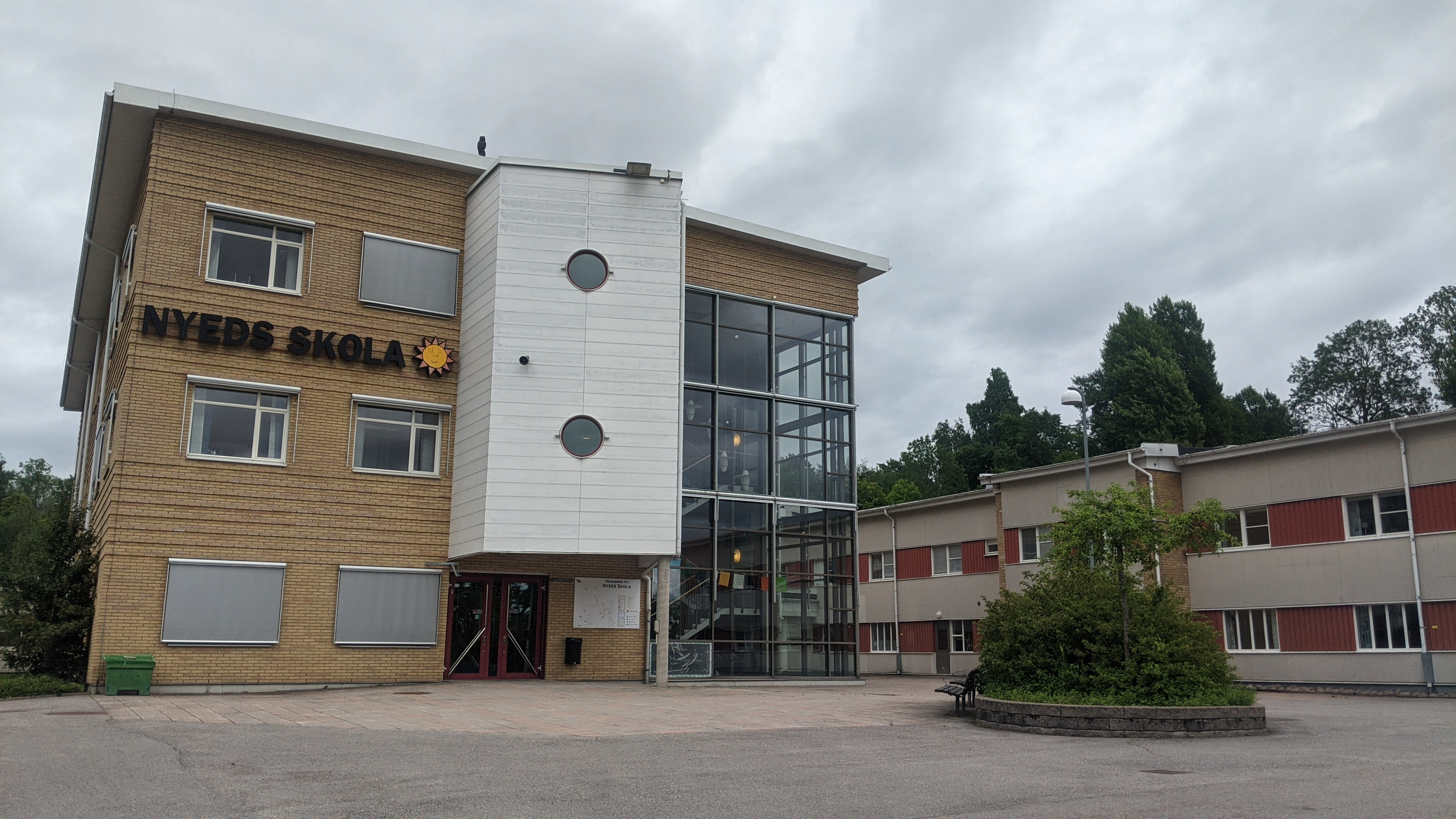
Nyeds skola